# 황혼 (1960년 영화)
"황혼"은 한국에서 제작된 박영환 감독의 1960년 영화이다. 김동원 등이 주연으로 출연하였고 조용진 등이 제작에 참여하였다.

## 출연

### 주연
- 김동원
- 조미령
- 유계선

## 기타
- 조명: 이병준
- 녹음: 이경순
- 미술: 서원